# Tôn thờ cơ thể

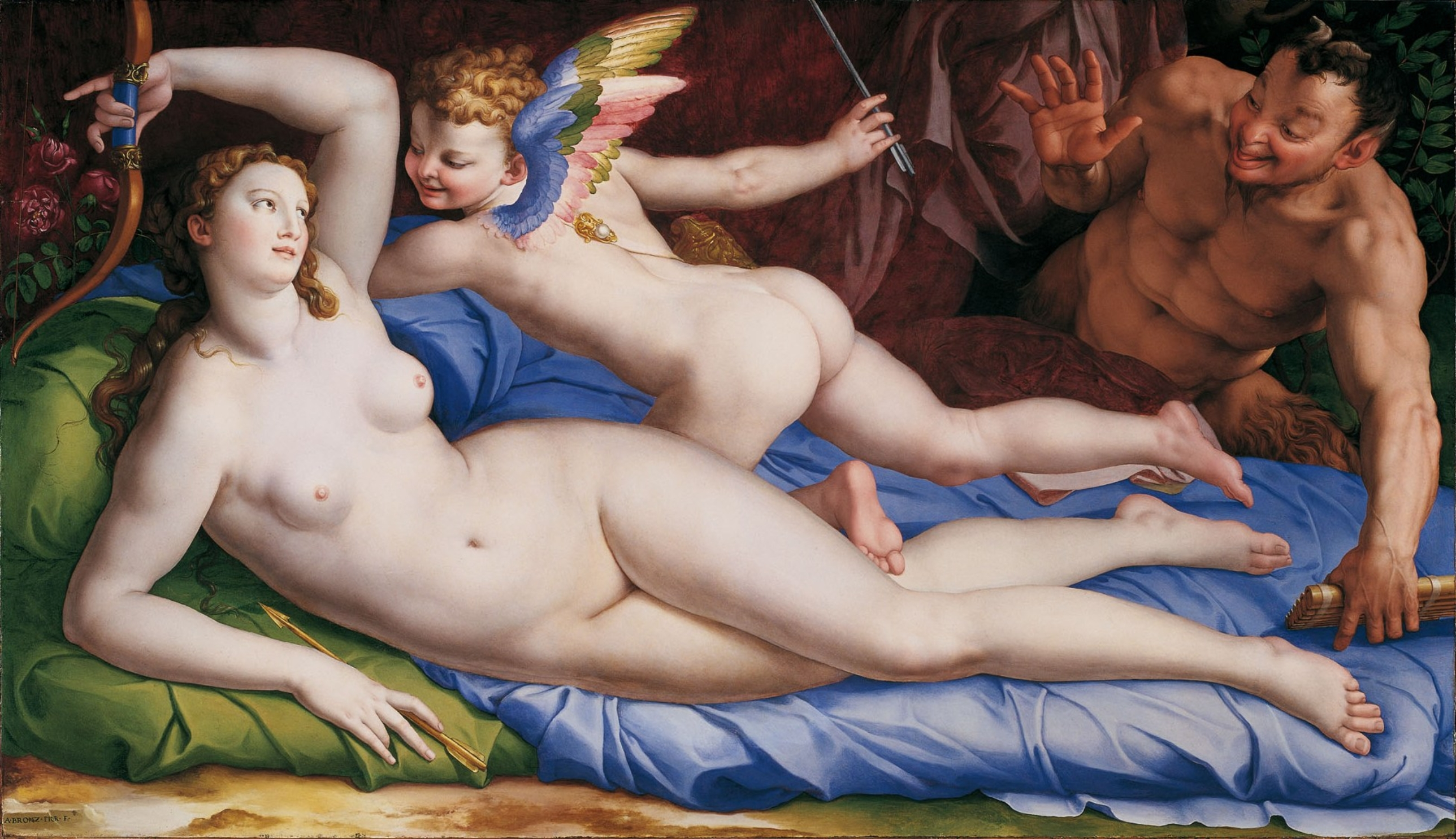
Họa phẩm về nữ thần sắc đẹp Vệ Nữ

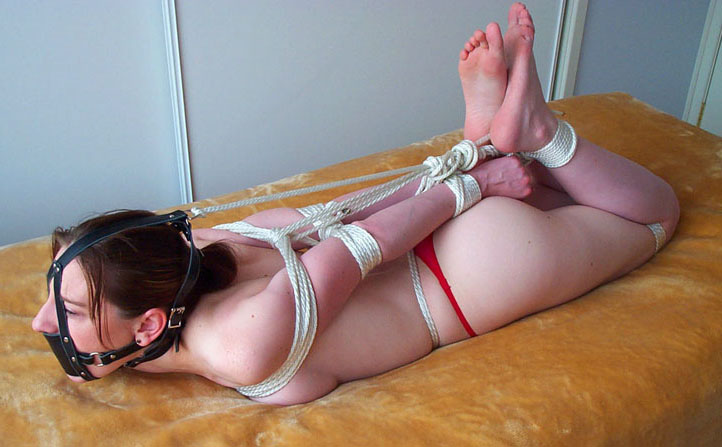
Một người mẫu diễn cảnh bị tra tấn

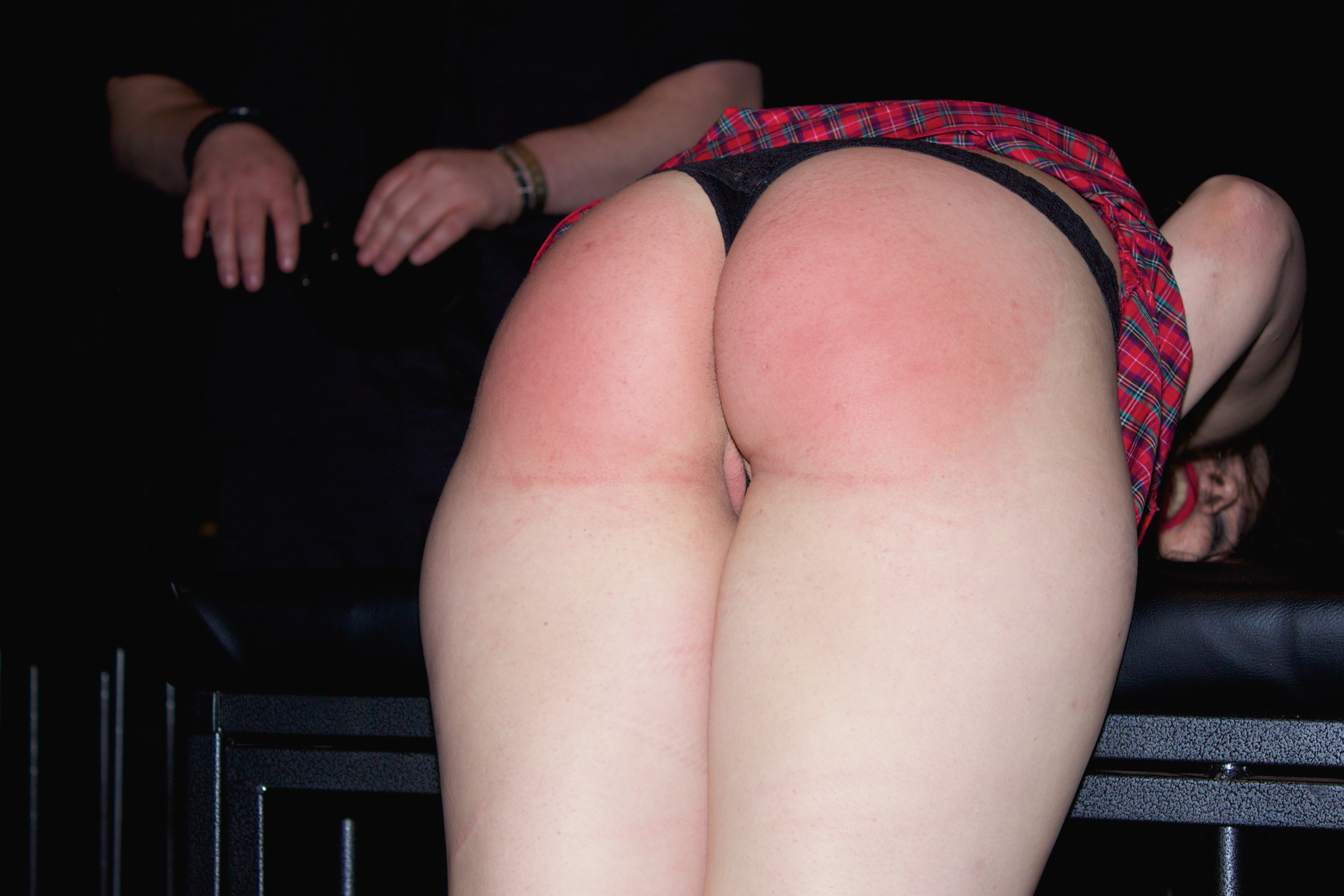
Diễn cảnh tra tấn mông trong bối cảnh BDSM

Tôn thờ cơ thể (Body worship) là hành vi tôn sùng một phần cơ thể (tôn sùng bộ phận) của người khác và thường được thực hiện như một hành động phục tùng trong bối cảnh tình dục BDSM, nó thường là biểu hiện của chứng ái vật (Erotic fetishism) hoặc khi đổi vai tình dục (Sexual roleplay). Tôn thờ cơ thể thường liên quan đến việc hôn, liếm hoặc mút, bú mớm các bộ phận trên cơ thể của kẻ thống trị, chẳng hạn như liếm âm hộ, liếm dương vật, liếm mông (tôn sùng mông) hoặc như hành vi liếm chân hay hành vi hôn, bú, liếm láp bộ ngực (tôn sùng bộ ngực) hoặc mơn trớn, liếm cơ bắp. Việc tôn thờ cơ thể đã được đưa vào các lớp giới thiệu về BDSM được Hiệp hội Janus là tổ chức giáo dục BDSM lớn nhất ở San Francisco đã giới thiệu vào năm 2003.
Trong bối cảnh tình dục thì Thế thống trị (Dominatrices) đôi khi sử dụng việc tôn thờ cơ thể như một phần của sự thống trị và phục tùng. Điều này có thể liên quan đến việc vuốt ve, xoa bóp hoặc tắm rửa cho người thống trị một cách phục tùng, kính cẩn hoặc hôn hít và liếm mông cô ấy. Ngoài ra, người phục tùng có thể được yêu cầu thực hiện liếm âm hộ (đôi khi được gọi là hành vi "tôn sùng toàn thân") hoặc liếm hậu môn mà những hành vi này có thể diễn ra trong tư thế ngồi lên mặt (đôi khi được gọi là tư thế "nữ hoàng"), trong bối cảnh đó, người nữ thống trị ngồi ụp lên mặt kẻ phục tùng. Sự tôn sùng với hành vi tôn thờ cơ bắp có thể được một Dominatrix (nữ chủ vào vai kẻ thống trị/Nữ bạo dâm) cũng sẽ được một vận động viên thể hình cung phụng.

## Tôn sùng cơ thể
Tôn sùng bộ phận (Partialism) là sở thích ái vật trong đời sống tình dục của con người, với ham muốn chỉ tập trung vào một bộ phận thân thể ngoài bộ phận sinh dục Tôn sùng bộ phận được phân loại là rối loạn tình dục trong DSM-5 của Hiệp hội Tâm thần học Hoa Kỳ nếu nó gây ra sự đau khổ tâm lý xã hội đáng kể cho người bị mắc phải chứng này hoặc có tác động bất lợi đến các lĩnh vực quan trọng của cuộc sống họ. Trong DSM-IV, nó được coi là một loại lệch lạc tình dục riêng biệt, nhưng đã được DSM-5 sáp nhập vào rối loạn tôn sùng. Những người mắc chứng chủ nghĩa một phần mô tả họ cảm thấy có sức hấp dẫn tình dục tương đương hoặc lớn hơn đối với các bộ phận khác nhau tương tự sức hấp dẫn bộ phận sinh dục.. Các bộ phận thân thể hấp dẫn ngoài bộ phận sinh dục theo những người tôn sùng bộ phận

## Các bộ phận

### Tôn sùng ngực

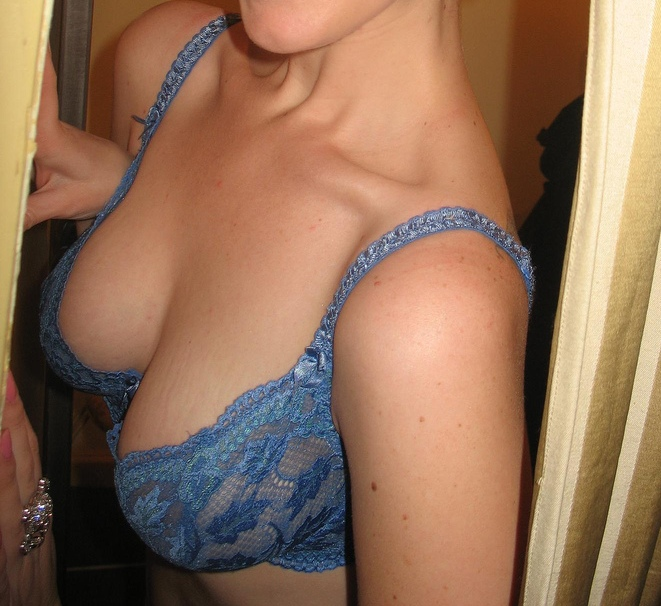
Bộ ngực của một phụ nữ lấp ló trong áo nịt ngực

Tôn sùng bộ ngực (Breast fetishism hay Mastofact hay Breast partialism hay Mazophilia) là một loại tôn sùng tình dục liên quan đến ham muốn tình dục đối với bộ ngực. Có một niềm đam mê phổ biến với bộ ngực của phụ nữ, và đặc biệt là kích thước, hình dáng của chúng, nhiều phụ nữ sử dụng phần trên cổ áo hoặc một đường xẻ cổ áo thấp để phô bày một phần rãnh ngực hoặc thả rông ngực để tăng độ khêu gợi từ vùng kín này, đây được coi là một hình thức tán tỉnh hoặc quyến rũ của phụ nữ, cũng như tính thẩm mỹ hoặc khiêu dâm. Đàn ông thường thấy bộ ngực của phụ nữ hấp dẫn mình. Desmond Morris đã đưa ra giả thuyết khe ngực là một dấu hiệu kích dục tượng trưng cho rãnh giữa cặp mông. Một số tác giả từ Mỹ đã thảo luận về sự hấp dẫn của bộ ngực phụ nữ trong bối cảnh của chủ nghĩa tôn sùng tình dục, và tuyên bố rằng đó là đối tượng được lựa chọn của người Mỹ và chủ yếu tìm thấy ở Mỹ.
Bên cạnh cái nhìn ở nam giới về hấp dẫn của ngực như một ham muốn, thèm khát thân xác bình thường bị xã hội lên án, đánh giá là háo dâm hiếu sắc thì việc tôn sùng thái quá đến mức ám ảnh đối với bộ ngực phụ nữ (hay bất kỳ bộ phận nào của cơ thể) bị xem là lệch lạc tình dục, biến thái So với ham muốn thể xác bình thường, hay so với sở thích tình dục có sự khác biệt với mức bình thường, thì chủ nghĩa tôn sùng bộ phận bị xem là có vấn đề và bệnh hoạn, kéo theo các trò như Hành hạ vú, Buộc vú, Kích dục bằng ngực, Kích thích đầu vú bạo lực. Theo DSM-5 của Hiệp hội Tâm thần học Hoa Kỳ thì lệch lạc tình dục xảy ra theo nhiều biểu hiện khác nhau như tình dục theo tư thế hay cách thức khác thường, hành vi xuất tinh lên vùng cổ, vùng ngực tạo thành chuỗi ngọc trai, ham muốn tình dục kích thích từ các đối tượng đồ vật (đồ lót, áo ngực), ấu dâm, sở thích phơi bày thân thể nơi công cộng và sự ham muốn tập trung vào từng bộ phận cơ thể người DSM-III-R đã tách ra từ DSM-5 trong đó việc nghiên cứu tập trung vào đối tượng lệch lạc tình dục liên quan cơ thể người, các sở thích của đối tượng này tập trung vào các bộ phận cụ thể như ngực, mông, đùi, nách, bộ phận sinh dục.

### Tôn sùng mông

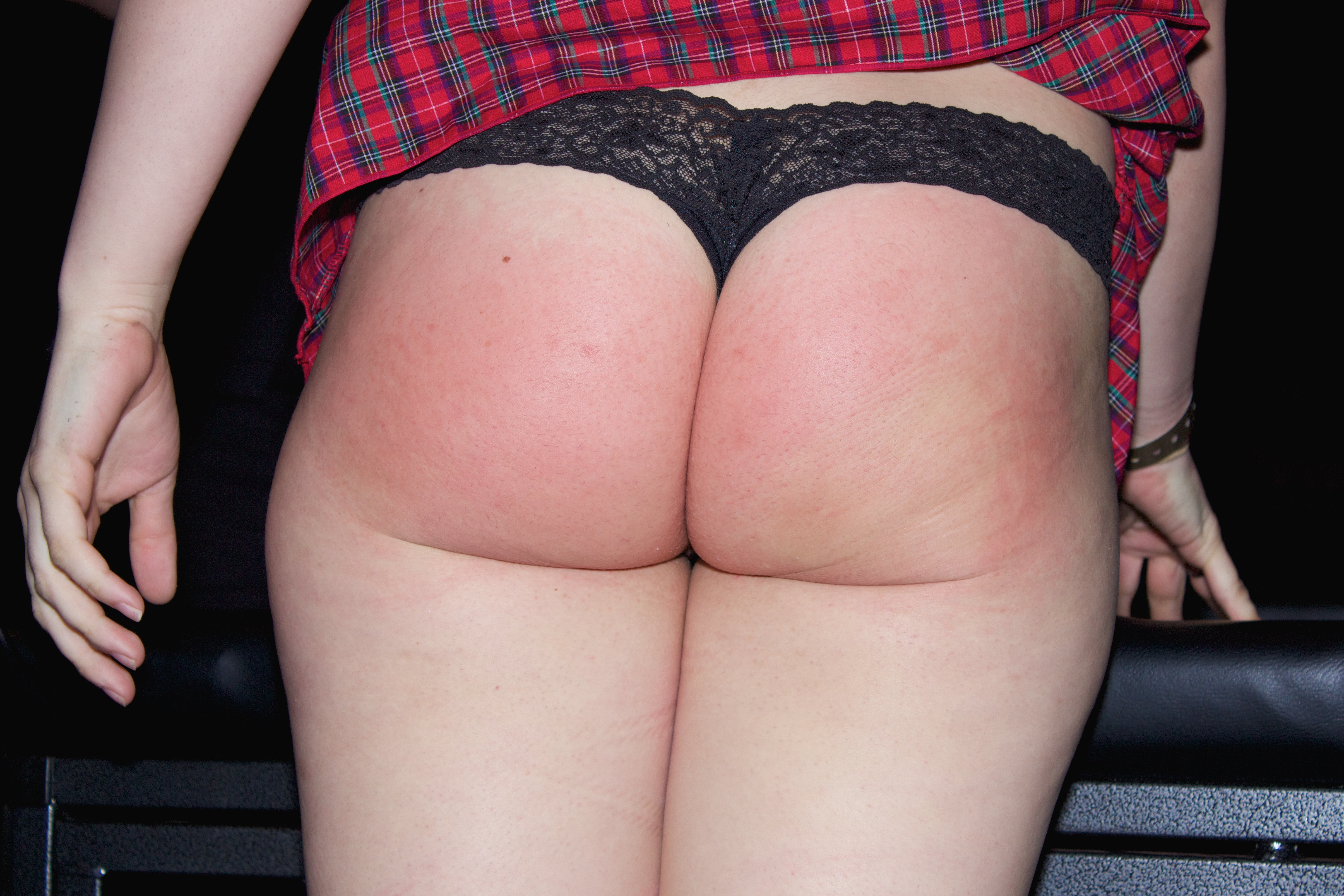
Diễn cảnh tra tấn mông trong bối cảnh BDSM

Tôn sùng mông (Pygophilia, tiếng Anh: Buttocks fetish) là một loại tôn sùng bộ phận đề cập đến sự tôn sùng mông như bộ phận hấp dẫn và kích thích nhất ngoài bộ phận sinh dục. Tôn sùng mông còn đề cập đến sự khiêu dâm hậu môn gây ra do cặp mông. Chứng tôn sùng mông (Pygophilia) chính là hưng phấn tình dục do nhìn, chơi hoặc chạm vào mông và khe mông của một người. Mông được tôn sùng hoặc được chăm chú thèm muốn là tình trạng mông trở thành tâm điểm chính của sự chú ý tình dục.
Những biểu hiện cụ thể của hành vi tôn sùng mông chẵng hạn như hành vi chụp lén dưới váy của các đối tượng biến thái đốn mạt, hay những hành vi trong quan hệ tình dục như xuất tinh dịch phụt tràn khi quan hệ, hành vi từ mông đến miệng khi nhanh chóng rút dương vật ra khỏi hậu môn của bạn tình rồi cho ngay vào miệng họ hay tình dục hậu môn như hành vi thọc tay vào hậu môn, hành vi đóng cọc hoặc đơn giản là chăm chú vào đuôi cá voi). Tôn sùng mông có thể liên quan đến Coprophilia (ái phân, với biểu hiện là hành vi bôi phân), Eproctophilia (tôn sùng nước tiểu, với biểu hiện là loạn dâm kết hợp tiểu tiện), ái mộ nội y (tôn sùng quần lót) và hình phạt thể xác bạo dâm liên quan đến mông (như bị một nam bạo dâm phết đít, vổ mông, nữ bạo dâm dùng roi quất tét đít), sử dụng chuỗi hạt hậu môn để kích thích, thủ dâm hậu môn bằng nút bịt mông, thậm chí là trò hành hạ âm hộ ("Pussy torture" hoặc "Cunt torture").

### Tôn sùng chân

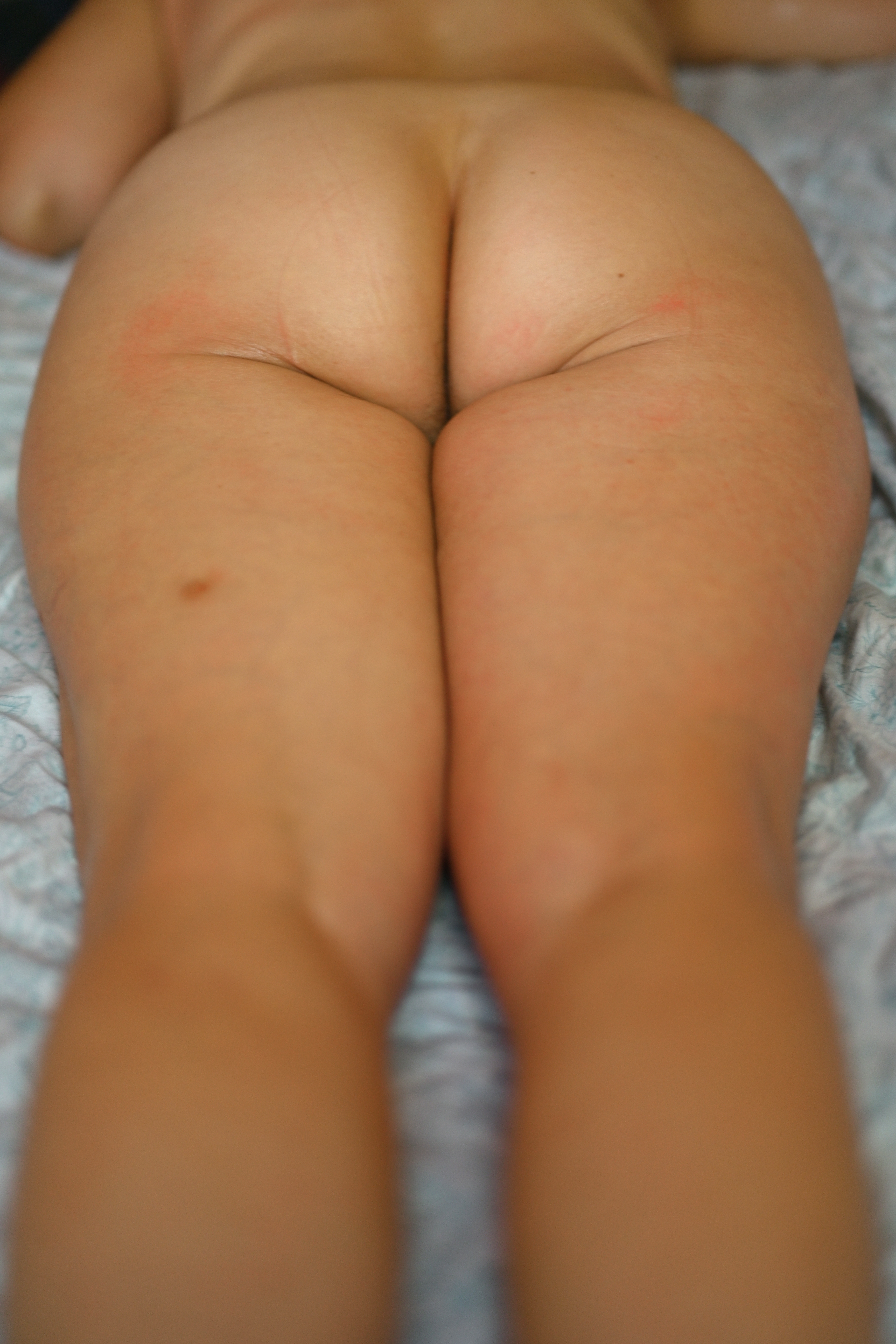
Cặp đùi của một phụ nữ đang để đùi trần trên giường

Tôn sùng chân (Leg fetishism/Crurophilia) hay là tôn sùng cặp giò, cặp đùi là tôn sùng tình dục dành cho đôi chân. Các cá nhân có thể bị cuốn hút ham muốn ở một khu vực cụ thể như đùi, đầu gối, ống chân, bắp chân hoặc mắt cá chân. Sùng bái chân Crurophilia thường được kết nối với những tôn sùng khác liên quan đến sở thích về trang phục, những người tôn sùng chân có thể muốn xem các loại quần áo cụ thể như quần đùi, váy, bốt cao đến đùi hoặc tất dài. Nhiều nam giới có một sở thích và bị thu hút mạnh đối với cặp đùi đầy đặn như một phần của một cơ thể hấp dẫn tổng thể. Tuy vậy, tôn sùng chân (về mặt lâm sàng gọi là Skelophilia hoặc crurifilia) là khi sự khơi gợi tình dục chỉ tập trung gần như hoàn toàn vào đôi chân, cặp đùi, đôi khi tách rời khỏi cả con người của người phụ nữ. Tôn sùng chân là một dạng ưu ái thiên lệch trong đó một người bị thu hút về mặt tình dục đối với đôi chân của một cá nhân khác. Những biểu hiện phổ biến của sự hấp dẫn này có thể bao gồm sự tương tác cơ thể thân mật với đôi chân (sờ soạng, mơn trớn, vuốn ve, xoa bóp) hoặc đơn giản là ngắm nghía, soi mói từ xa. Đàn ông tự nhận mình mắc chứng bệnh sùng ái cặp chân Crurophilia có xu hướng coi đôi chân là bộ phận hấp dẫn nhất trên cơ thể phụ nữ vì bản chất trêu chọc đầy quyến rũ của chúng. Trong khi việc phô bày bộ ngực và cặp mông khi chăm chú được xem là bị lộ bản chất máu dê vì những biểu hiện đáng kể là "trên khuôn mặt của bạn", thì việc ngắm nhìn phô bày đôi chân mang lại ẩn sự kín đáo hơn nhiều.
Mặc dù chứng tôn sùng chân thường xảy ra ở nam giới nhưng chúng không phải là hiện tượng đặc trưng của giới tính. Những người tham gia khảo sát năm 2008 được nghiên cứu của họ ủng hộ rằng tất cả giới tính đều thấy đôi chân dài hơn đều hấp dẫn, đa số thích đôi chân dài hơn mức trung bình 5% và chiều dài chân lý tưởng của phụ nữ được cho là gấp 1,4 lần chiều dài phần trên cơ thể. Như nhà nghiên cứu chính đã nêu những lý do tiến hóa chính đáng cho sự ưa thích này vì chân dài là dấu hiệu của sức khỏe, sự khỏe khoắn. Mặc dù chân dài không phải lúc nào cũng là dấu hiệu của sức khỏe tốt nhưng mọi người có xu hướng thích đôi chân dài hơn để có vẻ ngoài hấp dẫn hơn. Những vùng trên cơ thể được coi là ham muốn tình dục bị ảnh hưởng từ những chuẩn mực xã hội đương đại và quy định về trang phục. Một phần đáng kể đàn ông thời Victoria nổi tiếng với việc tôn sùng đầu gối hoặc mắt cá chân. Điều này là do chuẩn mực sự đoan trang vào thế kỷ XIX coi việc để cặp chân trần ở nơi công cộng là sự tai tiếng sỉ nhục.
Trong thời kỳ hiện đại, việc tôn sùng đôi chân thường có thể biểu hiện như một sản phẩm phụ trong tiềm thức của các phương tiện truyền thông phương Tây. Trong khi nhiều nền văn hóa khác coi việc phô bày chân ở nơi công cộng là điều đáng xấu hổ thì phần lớn văn hóa phương Tây đã bình thường hóa việc phô bày cặp giò. Ở nhiều quốc gia khác, mặc quần short dài tới đầu gối hoặc dưới đầu gối được coi là đã đủ sự đoan trang. Tuy nhiên, phần lớn các phương tiện truyền thông phương Tây lại khuyến khích việc ngắm đùi của phụ nữ. Một nghiên cứu về hình ảnh gợi dục trong quảng cáo trên tạp chí cho thấy vào năm 2003, có 78% phụ nữ trong quảng cáo trên tạp chí ăn mặc gợi cảm, phần lớn là do thuộc loại bận "quần đùi quá ngắn". Chính sự tương tác nhất quán này với các phương tiện truyền thông mà một số người cho là nguyên nhân dẫn đến tính tôn sùng đôi cặp đùi. Việc xã hội chấp nhận rộng rãi việc phụ nữ khoe giò ở nơi công cộng có thể ảnh hưởng đến nhận thức của nam giới một cách tiềm thức. Trong một nghiên cứu năm 1981, cả nam và nữ đều đánh giá ấn tượng đầu tiên của họ về những người xin việc nữ trong 12 bộ trang phục. Nghiên cứu ủng hộ rằng "đối tượng nam nhận thấy người mẫu nữ hấp dẫn hơn về thể chất và dễ mến hơn trong trang phục quần đùi và váy ngắn so với váy dài thông thường".

### Tôn sùng bàn chân
Ái vật chân (Foot fetishism) là một sở thích tình dục rõ rệt ở bàn chân. Đây là hình thức phổ biến nhất của ái vật đối với những đồ vật vô tính hoặc bộ phận cơ thể.. Những người tôn thờ bàn chân thường có biểu hiện hôn chân. Tôn sùng bàn chân được định nghĩa là sự quan tâm tình dục rõ rệt đối với bàn chân. Đối với người tôn sùng bàn chân, điểm thu hút có thể bao gồm hình dạng và kích thước của bàn chân, lòng bàn chân, ngón chân, đồ trang sức (như vòng ngón chân, vòng chân), phương pháp điều trị (chẳng hạn như như xoa bóp, rửa chân cho bạn tình hoặc sơn móng chân cho bạn tình), tình trạng trang phục (như đểchân trần, dép xỏ ngón, giày đế xuồng, giày ba lê, dép xăng đan, dày cao gót đi guốc, dệt bít tất, đi tất chân), nghiện mùi chân hoặc tương tác giác quan (ví dụ như xoa bàn chân, ngửi, cảm giác nhột nhột, liếm, chà xát bộ phận sinh dục vào chân). Phần mở rộng của tín ngưỡng này bao gồm tôn sùng giày, vớ, Olfactophilia (tôn sùng mùi). Sigmund Freud cũng coi tục bó chân là một hình thức tôn sùng bàn chân.

### Tôn sùng tay

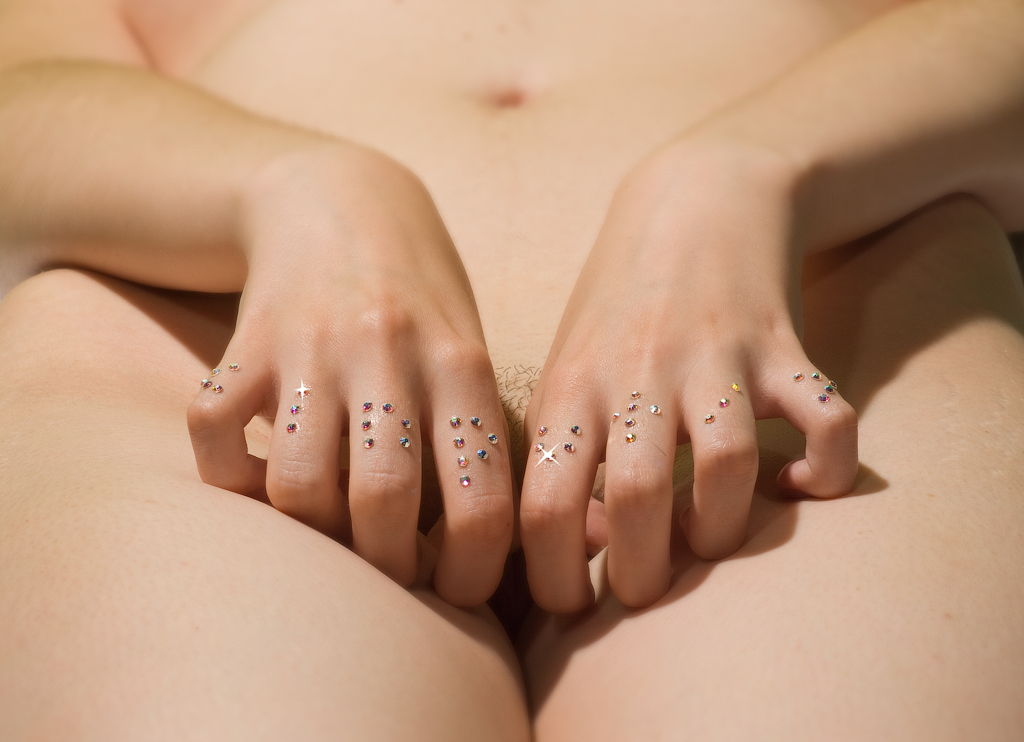
Bàn tay thon thả của một phụ nữ đang trang trí

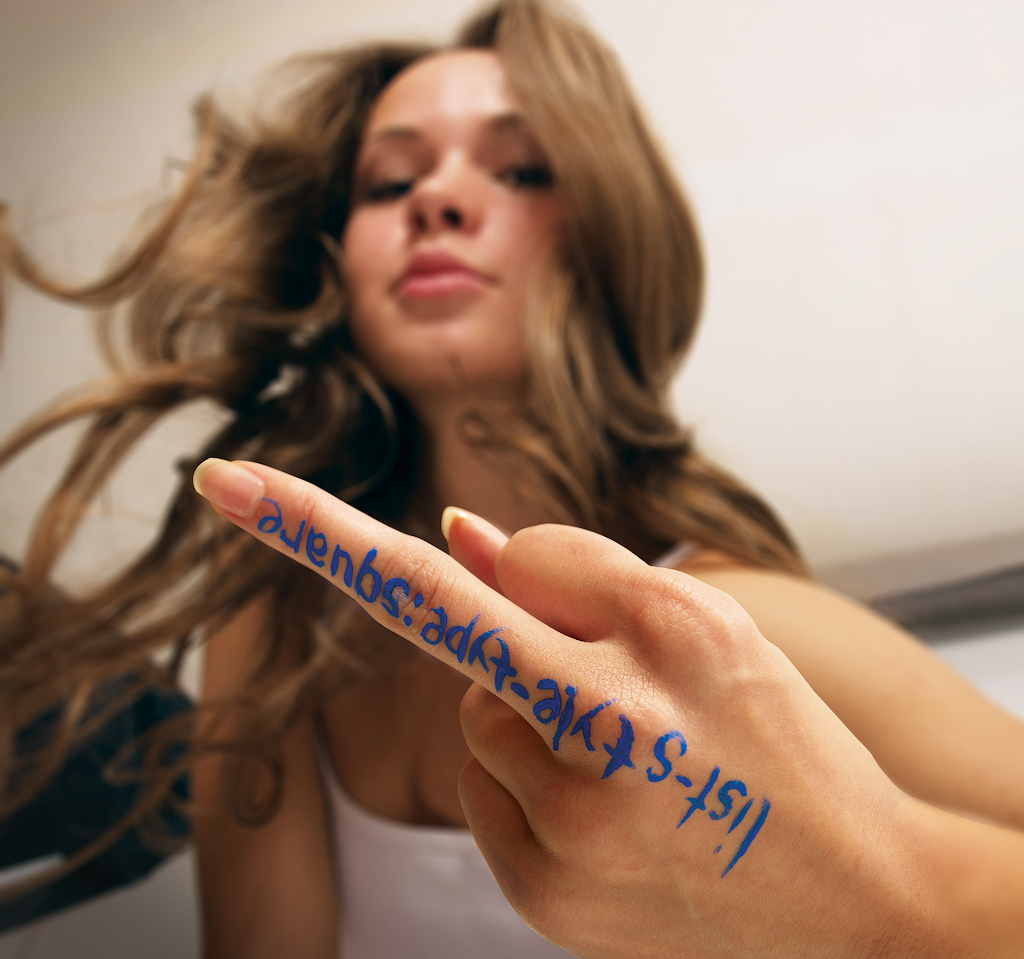
Một cô gái trẻ chỉa ngón tay thối

Tôn sùng bàn tay (Hand fetishism hay Hand partialism hoặc Cheirophilia) là tôn sùng tình dục dành cho đôi bàn tay, đây là một dạng ưu ái thiên lệch có thể bao gồm sự hấp dẫn tình dục ở một vùng cụ thể như ngón tay, lòng bàn tay, mu bàn tay và/hoặc móng tay (thực hiện từ đôi tay mềm mại nuột nà hoặc đôi bàn tay thô ráp) hoặc sự hấp dẫn đối với một hành động được thực hiện bằng đôi bàn tay như vuốt ve, mơn trớn, nâng niu, sờ mó, xoa bóp, khẽ chạm; những hành vi khác có thể được coi là phi tình dục—chẳng hạn như rửa và lau khô bát đĩa, sơn móng tay và cắn móng tay. Sự tôn sùng này có thể biểu hiện như mong muốn trải nghiệm sự tương tác thể chất hoặc như một nguồn tưởng tượng tình dục phong phú. Chứng tôn sùng bàn tay được ngành công nghiệp khiêu dâm công nhận; tuy nhiên, nó là một trong những kiểu tôn sùng ít phổ biến nhất, mặc dù tôn sùng bàn chân là kiểu tôn sùng phổ biến nhất.
Sự hấp dẫn liên quan đến tôn sùng bàn tay có thể được thể hiện theo nhiều cách thức khác nhau, bao gồm thủ dâm (bằng tay), kích thích bằng tay cho ai đó (là hành động dùng bàn tay hay ngón tay kích thích tình dục cho âm hộ, âm đạo hay hậu môn giúp tạo hưng phấn hoặc khởi động tình dục), kích dục bằng tay (Handjob, là là hành động dùng tay kích thích, vuốt ve dương vật, bìu dái với mục đích thỏa mãn tình dục, đôi khi đưa người được kích dục đến trạng thái cực khoái, xuất tinh) thọc tay vào hậu môn, hôn mút ngón tay và liếm lòng bàn tay. Những hoạt động này có thể liên quan đến một loạt các cảm giác và chuyển động tạo ra hưng phấn và khoái cảm tình dục. Một trong những biểu hiện phổ biến nhất của thói tôn sùng bàn tay là hành động dùng ngón tay. Điều này có thể liên quan đến việc sử dụng các ngón tay để kích thích âm hộ và đưa một hoặc nhiều ngón tay vào âm đạo hoặc hậu môn, và cảm giác các ngón tay di chuyển ra vào có thể cực kỳ dễ chịu cho cả hai đối tác.
Tương tự, thao tác bằng tay hoặc "giật mạnh" liên quan đến việc sử dụng tay để kích thích dương vật. Mút ngón tay và liếm lòng bàn tay cũng là những biểu hiện phổ biến của thói sùng bái bàn tay. Cảm giác miệng ẩm ướt, nhớp nháp, ấm áp trên các ngón tay có thể là một trải nghiệm cực kỳ khiêu dâm và hành động mút hoặc liếm có thể được coi là một hình thức màn dạo đầu hoặc sự thân mật giữa các đối tác. Vào năm 2007, một nghiên cứu với 5000 người tham gia cho thấy mức độ phổ biến của những người tôn sùng tay. Trong bộ truyện tranh JoJo's Bizarre Adventure (Phần 4: Diamond Is Unbreakable), nhân vật phản diện chính, một kẻ giết người hàng loạt tên là Yoshikage Kira có sở thích tôn sùng bàn tay là động cơ hầu hết các hành vi giết người của y.

### Tôn sùng bụng

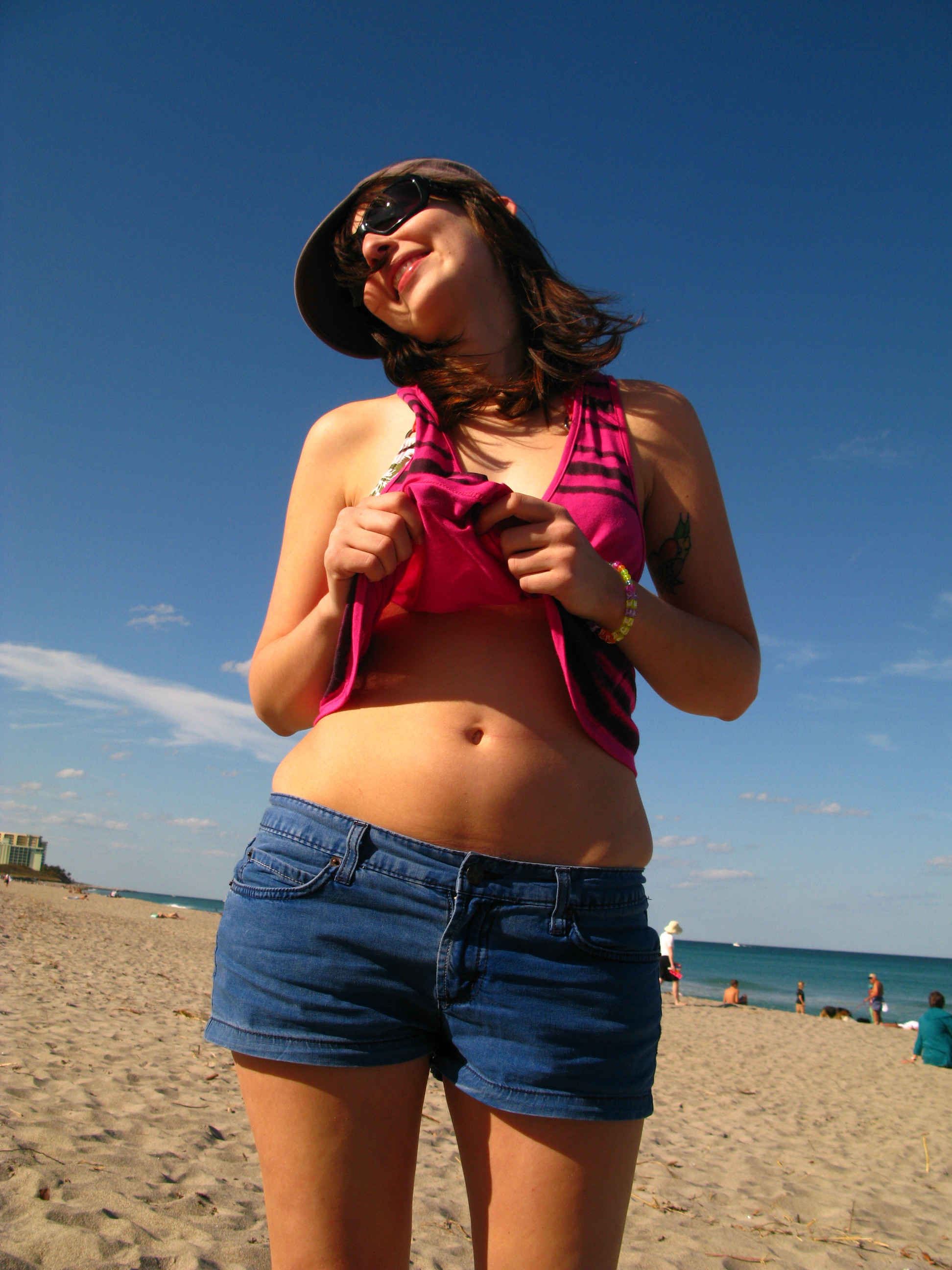
Vùng eo của một cô gái

Tôn sùng bụng (Belly fetish, còn được gọi là tôn sùng dạ dày, hoặc Alvinolagnia) là một dạng ưu ái thiên lệch trong đó một cá nhân bị thu hút về mặt tình dục từ phần giữa hoặc vùng bụng. Bụng được nhiều người coi là vùng gợi cảm nghĩa là nó chứa nhiều đầu dây thần kinh khiến nó nhạy cảm với nhiều cảm giác khác nhau việc tôn sùng bụng thường trùng với các hành vi tình dục liên quan đến bụng, bao gồm nhưng không giới hạn ở việc chạm/xoa vùng bụng, sử dụng đồ chơi tình dục và các đồ vật khác (ví dụ: thức ăn, nến, nước đá, lông vũ, dầu massage) để kích thích vùng bụng, cọ bụng vào bụng bạn tình hoặc liếm hoặc mút rốn Vì lý do này, chứng tôn sùng bụng (Alvinolagnia) thường cùng tồn tại với tôn sùng rốn (Alvinophilia).

### Tôn sùng rốn

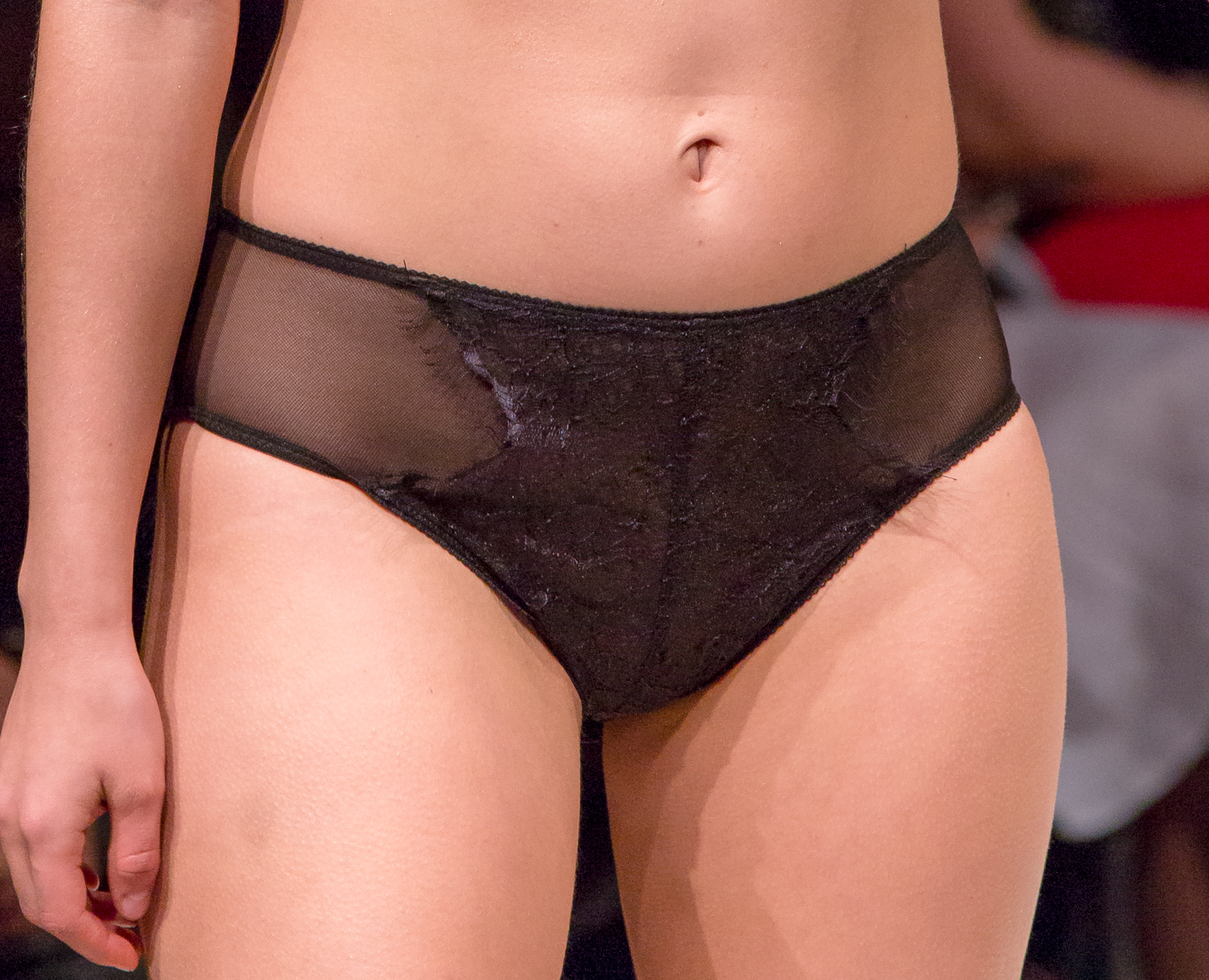
Rốn của một người mẫu ở sự kiện Western Canada Fashion Week 2016

Sùng bái lỗ rốn hay tôn sùng lỗ rốn (Alvinophilia) là một dạng tôn sùng cục bộ trong đó một cá nhân bị thu hút bởi rốn của con người, tôn sùng lỗ rốn là một dạng tôn sùng vừa phải, phổ biến giữa các cá nhân.. Một người tôn sùng lỗ rốn có thể trở nên hưng phấn tình dục bởi một loạt các kích thích, bao gồm các lời nói, suy nghĩ hoặc các hình thức tương tác vật lý cụ thể liên quan tới lỗ rốn.. Sùng bái lỗ thường cùng tồn tại với tôn sùng dạ dày hay bụng. Tôn sùng lỗ rốn có thể cùng tồn tại với tôn sùng tra tấn vì một số người tôn sùng rốn thích thực hiện hoặc chấp nhận bị tra tấn rốn. Một số người cũng thích tham gia vào các hành vi quan hệ tình dục thể xác, thường liên quan đến các hình thức tôn sùng liên quan đến cân nặng như BBW, ăn uống hay tự làm béo mình..

### Tôn sùng nách
Sùng bái nách (còn được gọi là Maschalagnia) là một dạng tôn sùng cục bộ trong đó một cá nhân bị hấp dẫn tình dục từ nách gây ra mà có thể dẫn đến chứng hôi nách, hoặc đôi khi giao hợp với nách (hoạt động tình dục với một hoặc cả hai bên nách).. Nách, lông nách và chất bài tiết từ nách của phụ nữ được coi là những thành phần thiết yếu tạo nên sự nữ tính của một cô gái. Vẫn còn nhiều tranh cãi về việc liệu đây có phải là tích cực hay tiêu cực không. Havelock Ellis đã tìm thấy bằng chứng cho thấy (trong hoàn cảnh phi tình dục), ngửi nách của chính mình có thể giúp tăng cường năng lượng tạm thời.. Sự cân bằng mang tính biểu tượng giữa nách và âm đạo có thể là nền tảng của sự tôn sùng, cũng như mùi hôi giữa hai bộ phận. Tuy nhiên, Sigmund Freud coi dạng sùng bái như vậy chỉ trở thành vấn đề khi những hành động đó thay thế hoàn toàn cho việc giao hợp thông thường.. Vài vấn đề có thể phát sinh khi việc quan hệ tình dục với nách trở thành nhu cầu tình dục độc quyền của người đàn ông có thể gây ra rối loạn ham muốn tình dục về lâu dài ở một cặp vợ chồng.

### Tôn sùng tóc

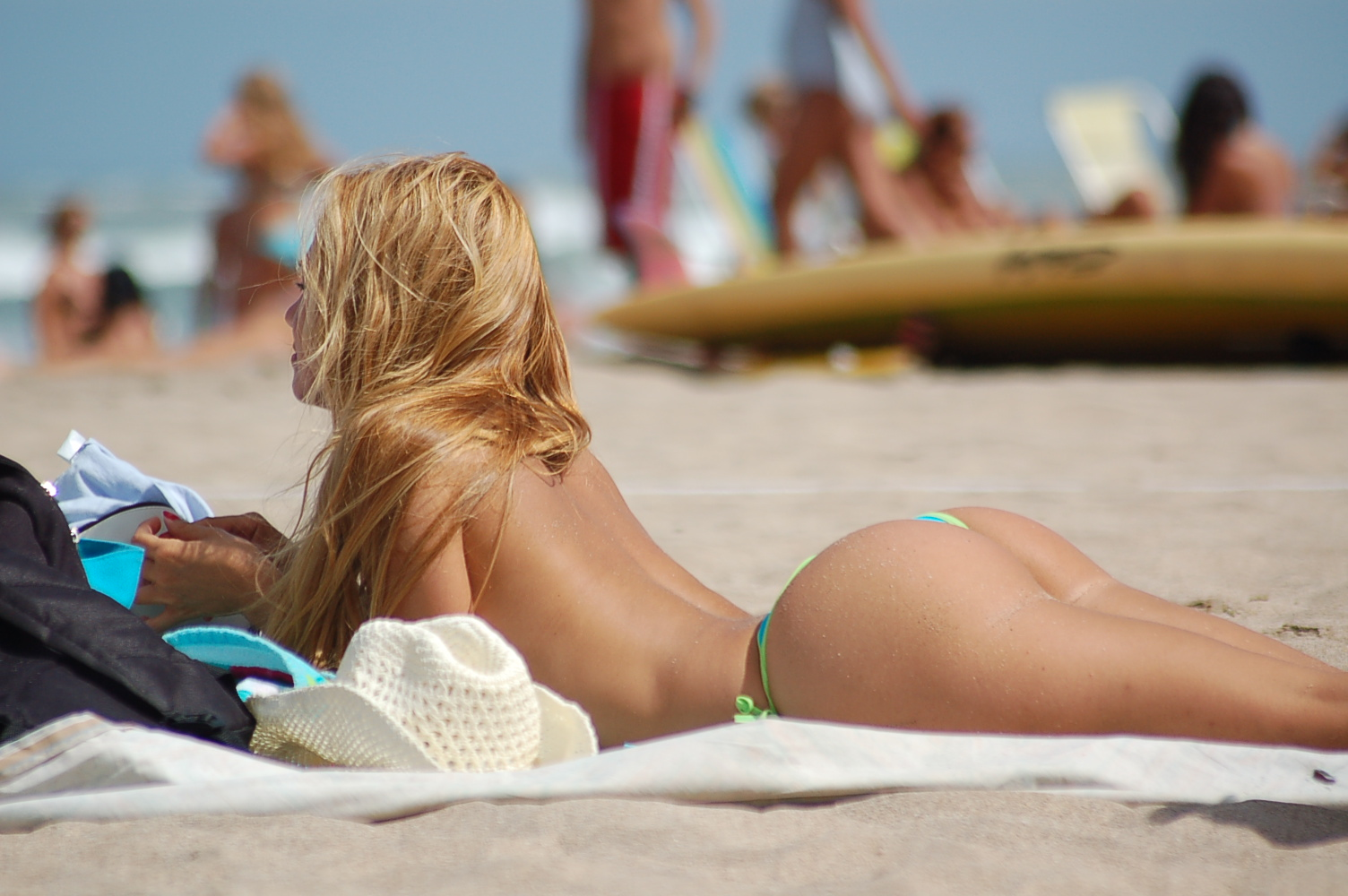
Một cô gái tóc vàng gợi cảm đang tắm nắng trên bãi biển

Tôn sùng tóc (Hair fetishism hay Hair partialism hay còn gọi là Trichophilia) là một dạng ưu ái thiên lệch trong đó một người nhìn thấy tóc phổ biến nhất, tóc trên đầu sẽ gợi lên sự khiêu dâm và kích thích tình dục. Nguồn kích thích có thể xảy ra khi nhìn hoặc chạm vào tóc, cho dù là tóc trên đầu, lông nách, lông ngực hay lông mu. Kích thích tóc có thể đến từ việc nhìn hoặc chạm vào mái tóc dài hoặc tóc ngắn, tóc ướt, một số màu tóc nhất định hoặc một kiểu tóc cụ thể. Sự kích thích có thể phát sinh từ kết cấu, màu sắc, kiểu tóc và độ dài của tóc. Trong số các biến thể phổ biến nhất của chứng Paraphilia này là bị kích thích từ mái tóc dài và tóc ngắn, sự phấn khích của mái tóc vàng óng gợi tình (tôn sùng tóc vàng/Blonde fetishism) và mái tóc đỏ (tôn sùng tóc đỏ) và sự phấn khích của các kết cấu khác nhau của tóc (thẳng, xoăn, lượn sóng). Bệnh lý này thường không được xem là nguy hiểm.
Tôn sùng cắt tóc là một Paraphilia (Lệch lạc tình dục) có liên quan, trong đó một người bị kích thích khi bị cắt hoặc cạo tóc trên đầu, bằng cách cắt tóc của người khác, bằng cách xem ai đó cắt tóc hoặc bằng cách nhìn thấy ai đó với đầu cạo trọc hoặc tóc rất ngắn. Nhiều nền văn hóa coi mái tóc của phụ nữ là gợi tình. Ví dụ, nhiều phụ nữ Hồi giáo phải che tóc ở nơi công cộng và chỉ khoe với gia đình và bạn bè thân thiết của họ. Tôn sùng tóc thể hiện ở nhiều dạng hành vi khác nhau, kẻ tôn sùng có thể thích nhìn hoặc chạm vào tóc, kéo hoặc cắt tóc người khác. Bên cạnh sự thích thú, họ có thể bị kích thích tình dục từ những hoạt động như vậy. Những người khác có thể thấy sự hấp dẫn của việc "quan hệ tình dục với tóc của ai đó" theo nghĩa đen là một điều tưởng tượng hoặc tôn sùng. Một số người cảm thấy vui sướng khi tóc mình được cắt hoặc chải chuốt. Điều này là do họ sản xuất ra endorphin mang lại cho họ cảm giác tương tự như cảm giác được xoa bóp đầu, tiếng cười hoặc sự vuốt ve mơn trớn.

## Chú thích

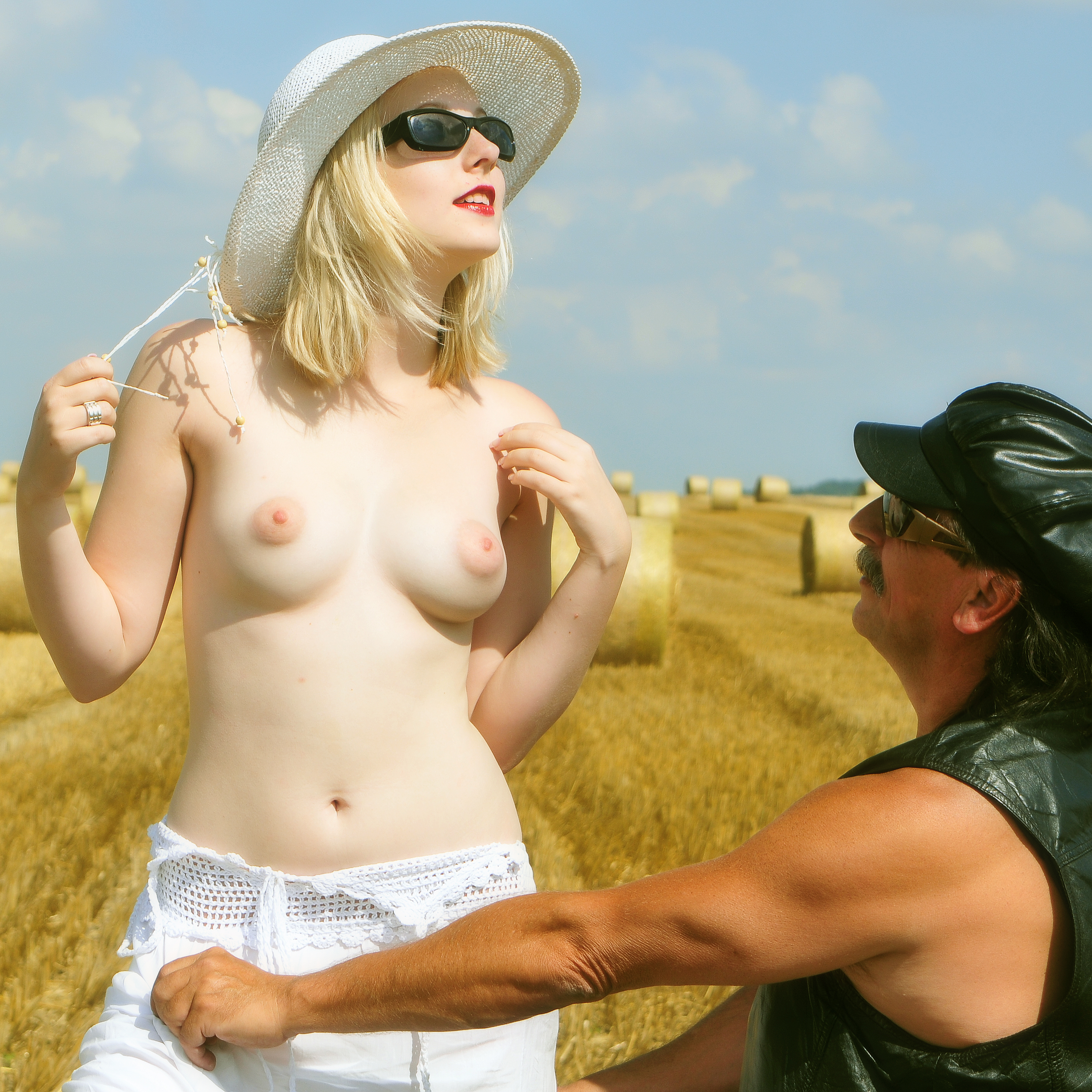
Một cô gái để ngực trần trên cánh đồng để quay phim khiêu dâm

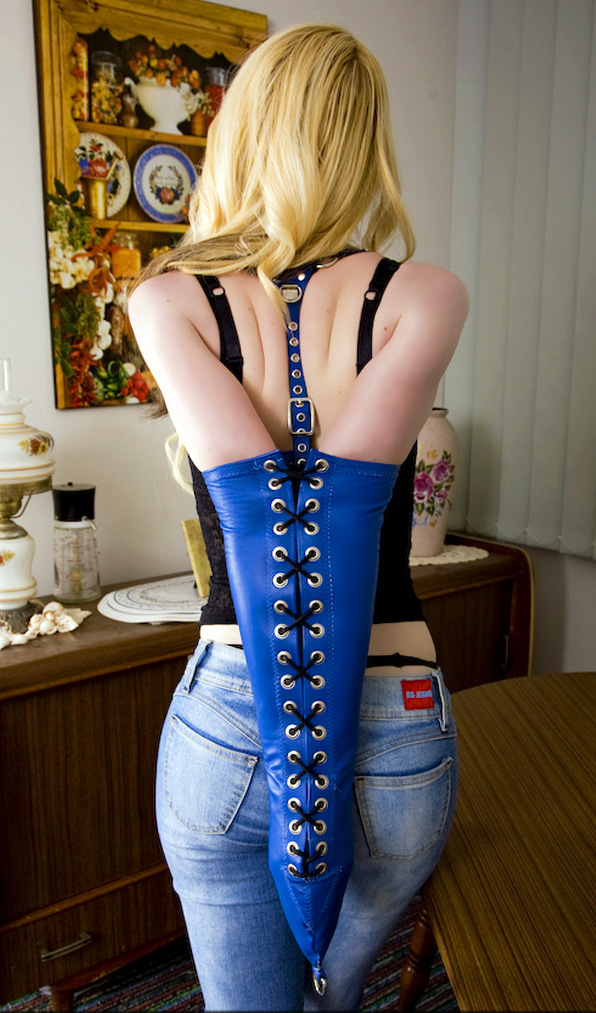
Một kiểu tự hành hạ cánh tay (Armbinder)

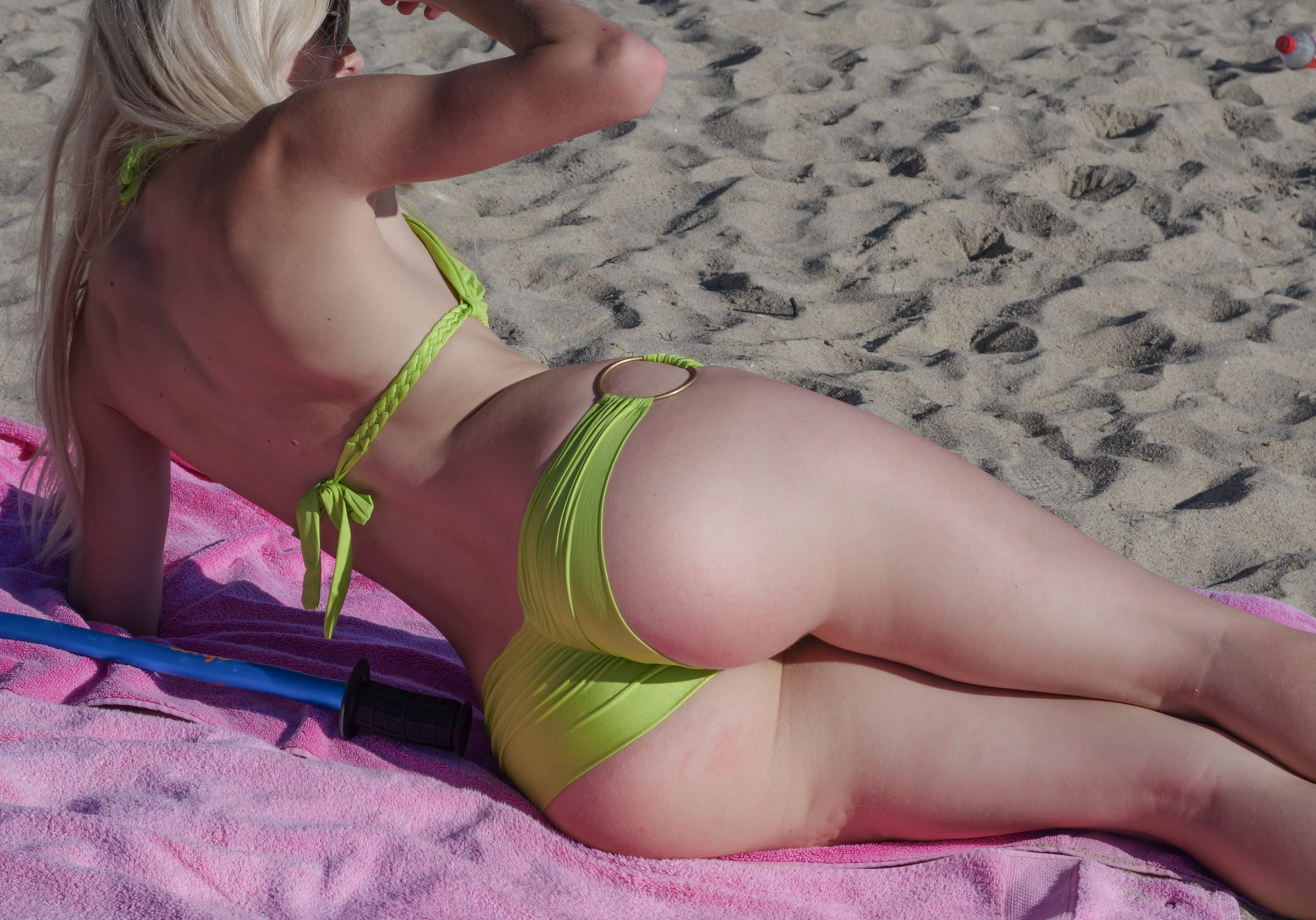
Một cô gái mặc bikini trên bãi biển

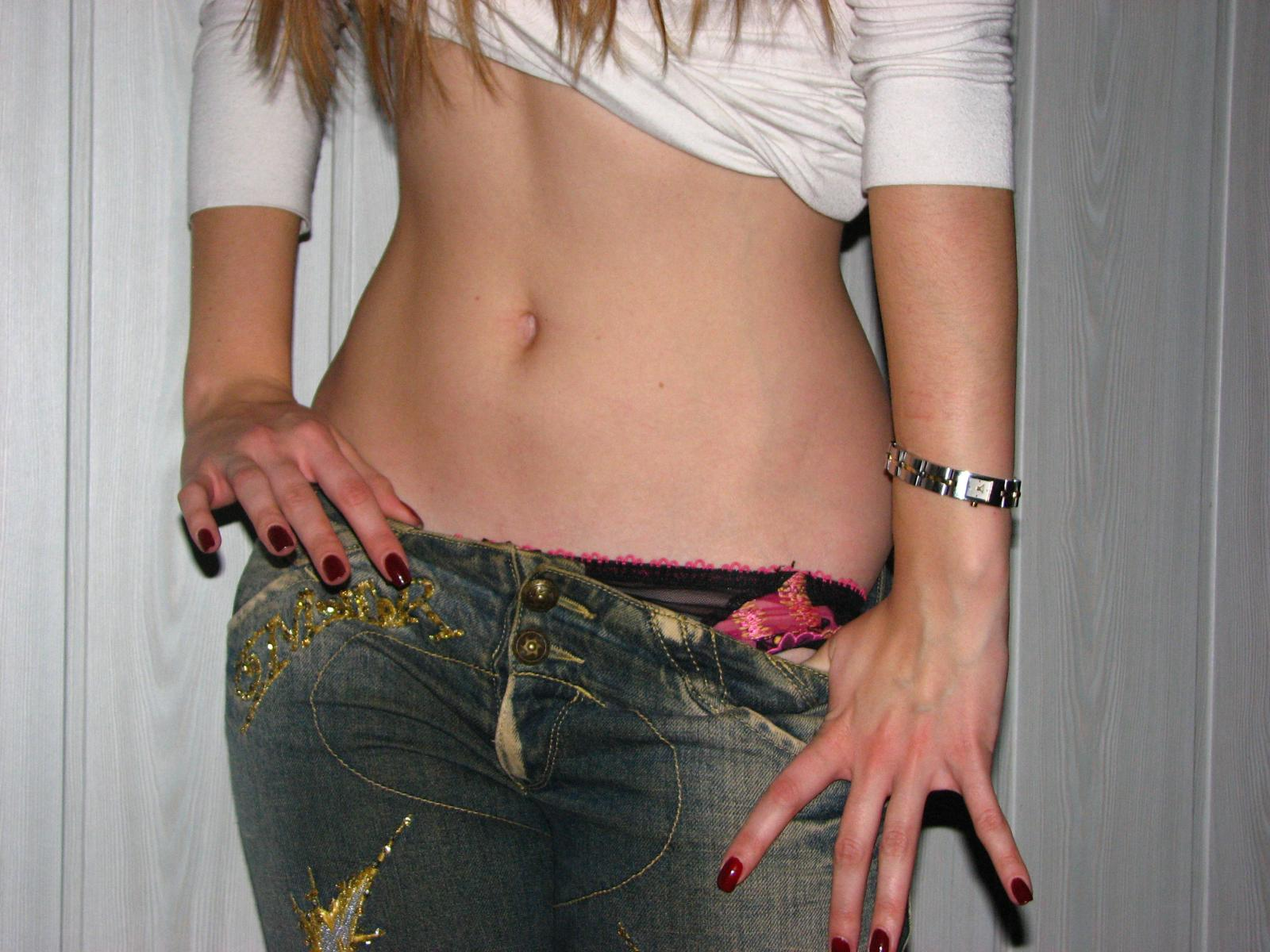
Vùng eo của một cô gái

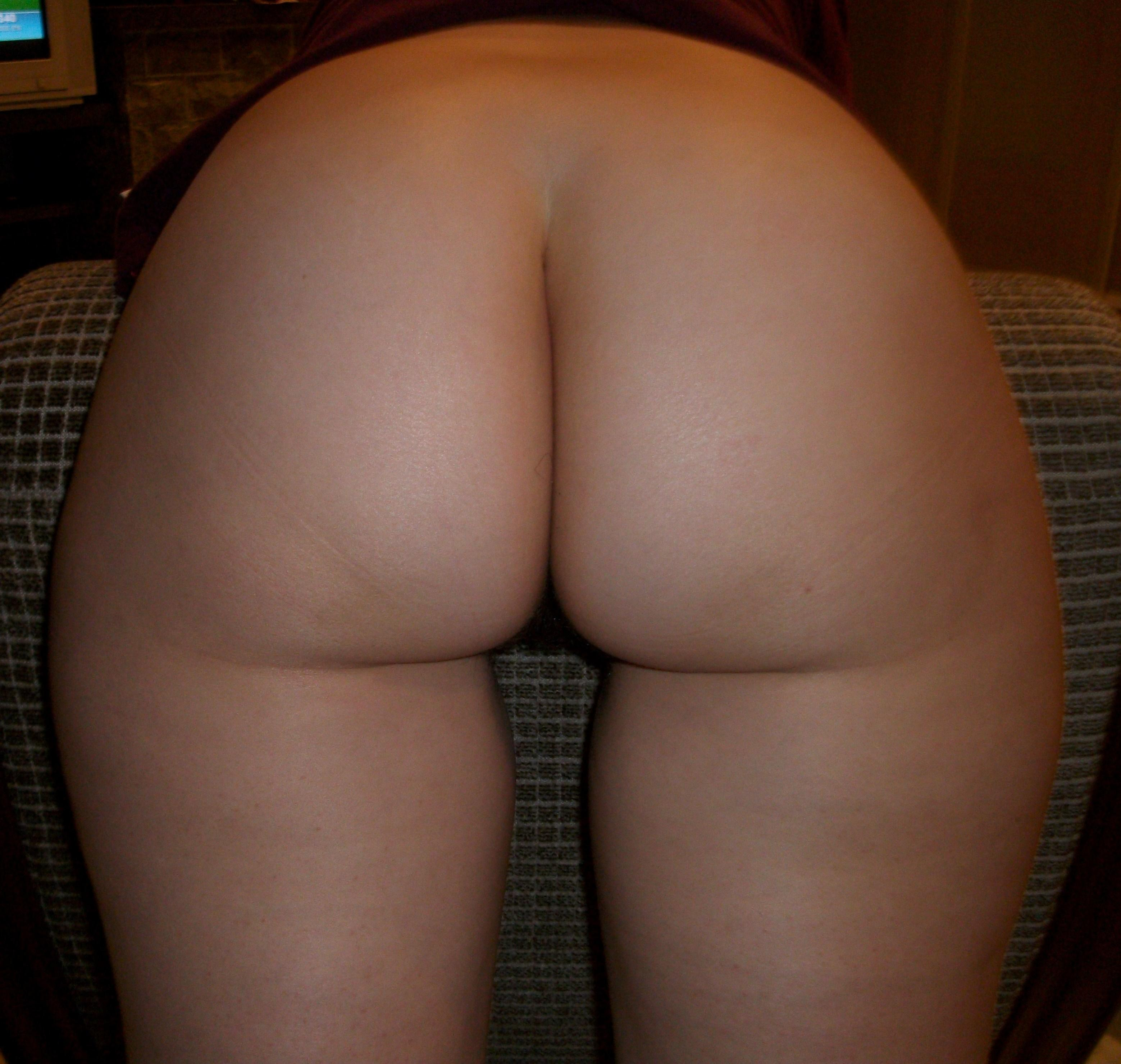
Cặp mông của một phụ nữ

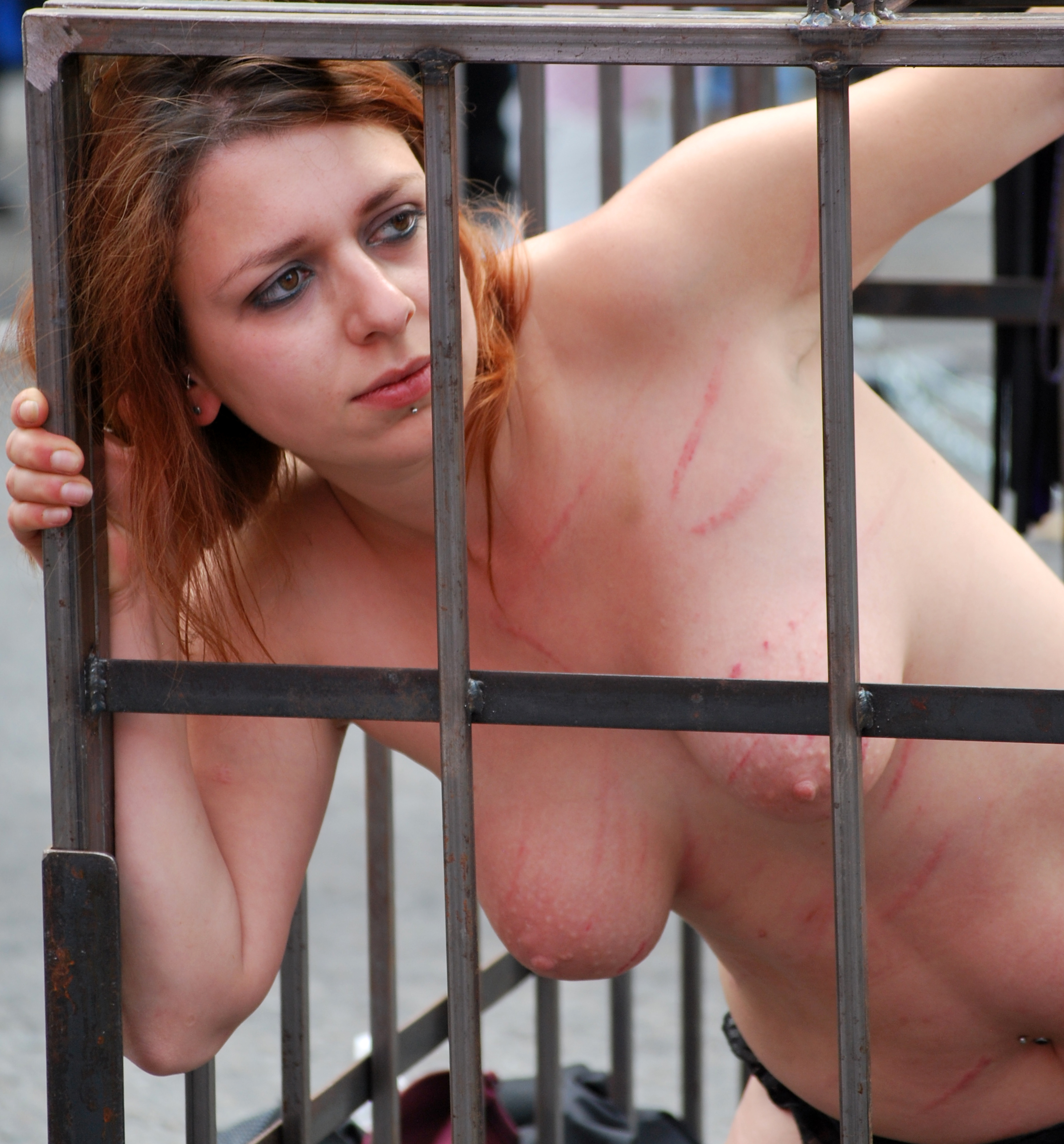
Một phụ nữ trong lồng tra tấn

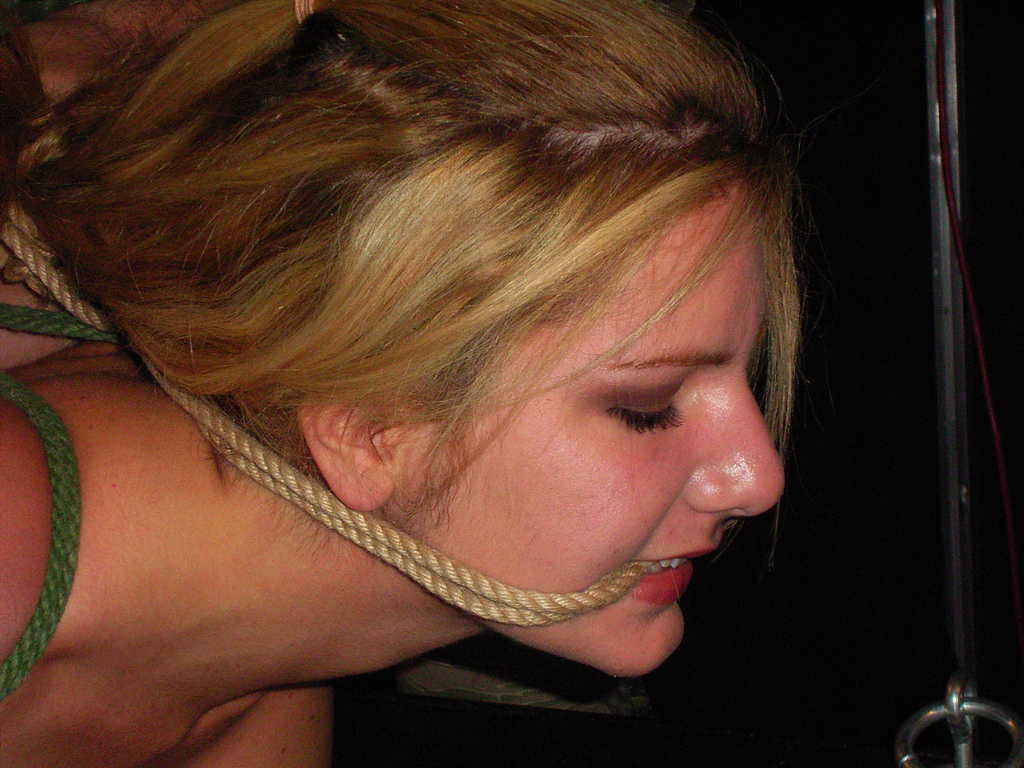
Một cô gái tóc vàng bị tra tấn trong bối cảnh BDSM

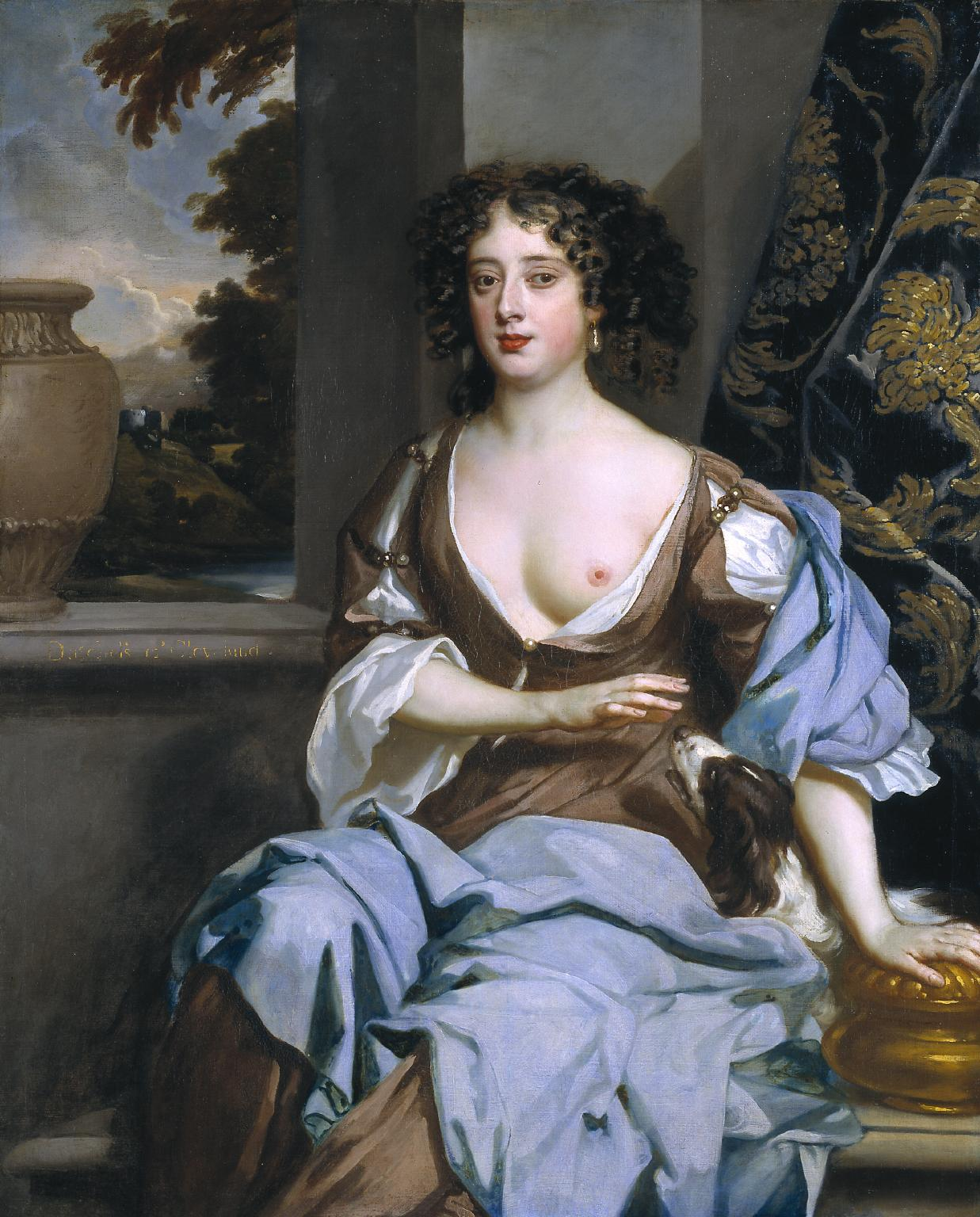
Họa phẩm về bộ ngực của Margaret Hughes (1645–1719)

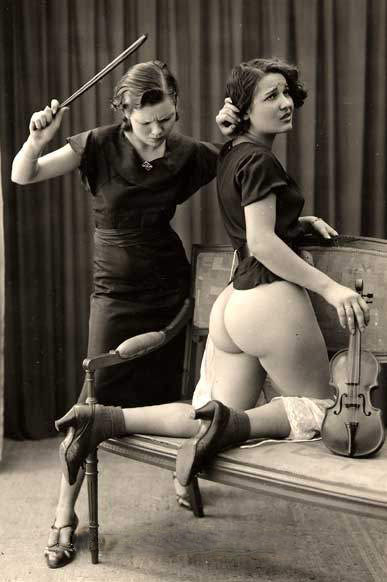
Diễn cảnh tra tấn mông (phim trắng đen) trong studio